# 埃代科杜
埃代科杜（Edaikodu），是印度泰米尔纳德邦甘尼亚古马里县的一个城镇。总人口23320（2001年）。

## 人口
该地2001年总人口23320人，其中男性11443人，女性11877人；0—6岁人口2439人，其中男1212人，女1227人；识字率78.35%，其中男性为81.96%，女性为74.88%。